# Castillo de Alfambra
El castillo de Alfambra es una zona arqueológica situada en el municipio turolense de Alfambra en el lugar donde estaba el castillo encomienda de la Orden de Monte Gaudio.

## Historia
Data del siglo XI y fue de una importancia vital en el sur de Aragón.
Su nombre musulmán Al-Ambra (la roja) que responde justamente al color de la tierra y de las piedras de esta localidad evidencia su origen habiendo pertenecido a los Banu Razín (Albarracín).
Fue reconquistado en 1169 por Alfonso II de Aragón y cinco años más tarde fue entregado en encomienda a la orden de Monte Gaudio. Poco después se le une la Orden de San Redentor de Teruel, en realidad un hospital de Teruel fundado por los reyes de Aragón, pasando a llamarse Orden de Alfambra. Algo después, las desavenencias en la propia orden, consiguen que una parte representativa de la misma logre su unión al temple en 1196, si bien otras partes de esta orden se independizaron. En el caso de Alfambra pasó a ser encomienda de la Orden del Temple y, tras la desaparición de esta orden por bula papal, se integró en la orden de San Juan del Hospital desde 1317, siendo el castillo la residencia de los sucesivos comendadores.

## Descripción
Está ubicado sobre un promontorio con una fabulosa visibilidad, pudiendo alcanzar la vista las sierras de Palomera y Castelfrío, así como la vega de Alfambra.
Los restos del castillo se reducen a la base de lo que debió ser una gran torre de mampostería con unas dimensiones de 14 por 7 metros, y al brocal de una cisterna.